# Caneleira

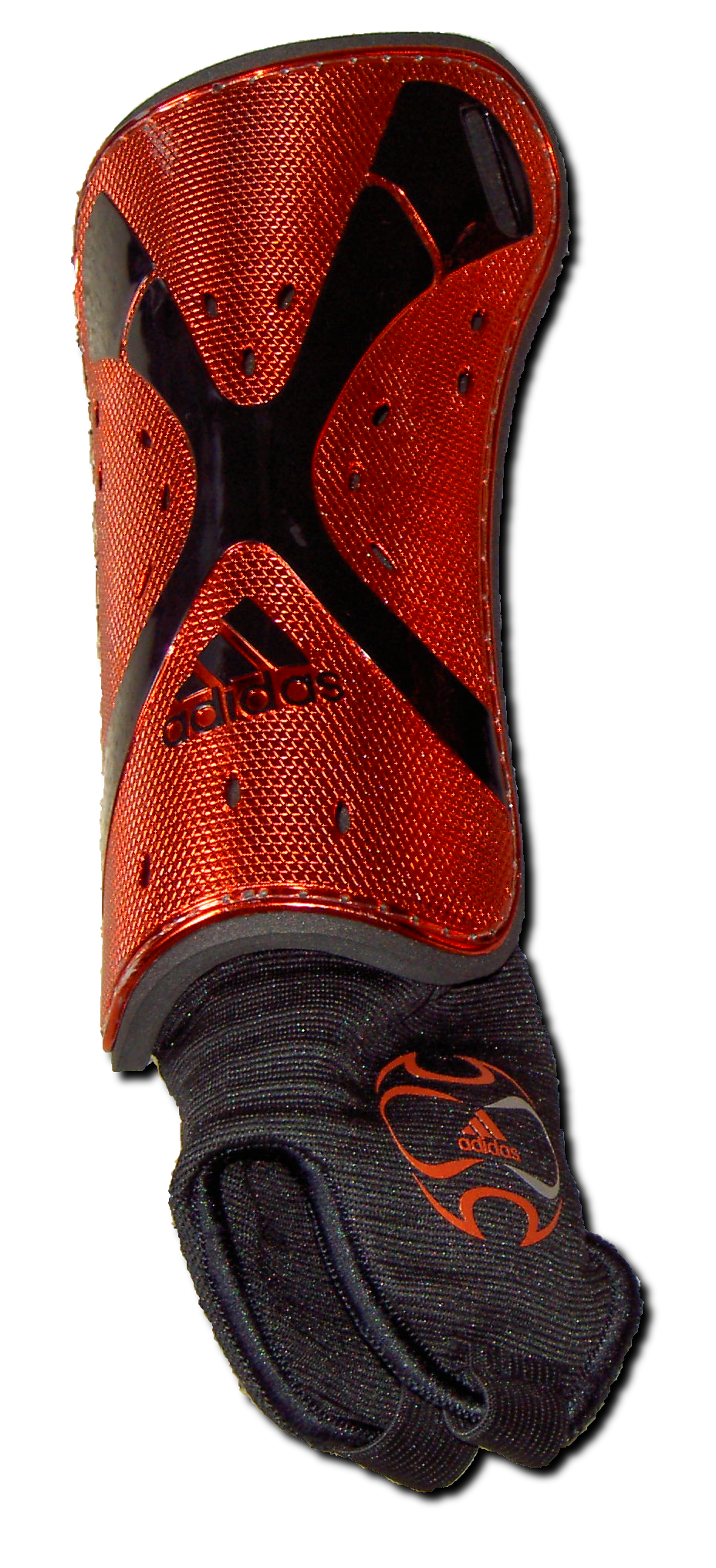
Caneleira de futebol.

Uma caneleira é um equipamento costumeiramente utilizado em esportes como o hóquei no gelo, o hóquei sobre patins, o futebol, o beisebol, wheelie, muay thai e entre outros.
No hóquei, são utilizados para proteger a canela dos jogadores tanto do puck como dos tacos dos oponentes no hóquei no gelo.
No futebol, protegem de ações como carrinhos, colisões e agressões dos outros jogadores.
Costumam ser presas por tiras de velcro, e diversas organizações profissionais, amadoras e instituições educacionais já as adotaram como equipamentos obrigatórios, para reduzir o número de contusões e ferimentos.
A tíbia se encontra muito exposta em sua superfície anterior medial, isto é, está diretamente sob a pele na região da canela, e isso não dá ao osso o "acolchoamento" fornecido aos outros ossos do corpo pelos músculos; golpes e pancadas na região podem, portanto, provocar ferimentos sérios, ao ponto até mesmo de fraturas. Tais ferimentos são extremamente dolorosos, já que o periósteo, a fina membrana que reveste todos os ossos, é um tecido com abundância de nociceptores (os "receptores" da dor).
No wheelie, é um protetor importante, pois grande parte dos impactos dos pilotos com as máquinas, ocorrem nessa região.